# Metoligotoma minima
Metoligotoma minima is een insectensoort uit de familie Australembiidae, die tot de orde webspinners (Embioptera) behoort. De soort komt voor in Australië.
Metoligotoma minima is voor het eerst wetenschappelijk beschreven door Davis in 1938.